# クラレンス・ダロウ

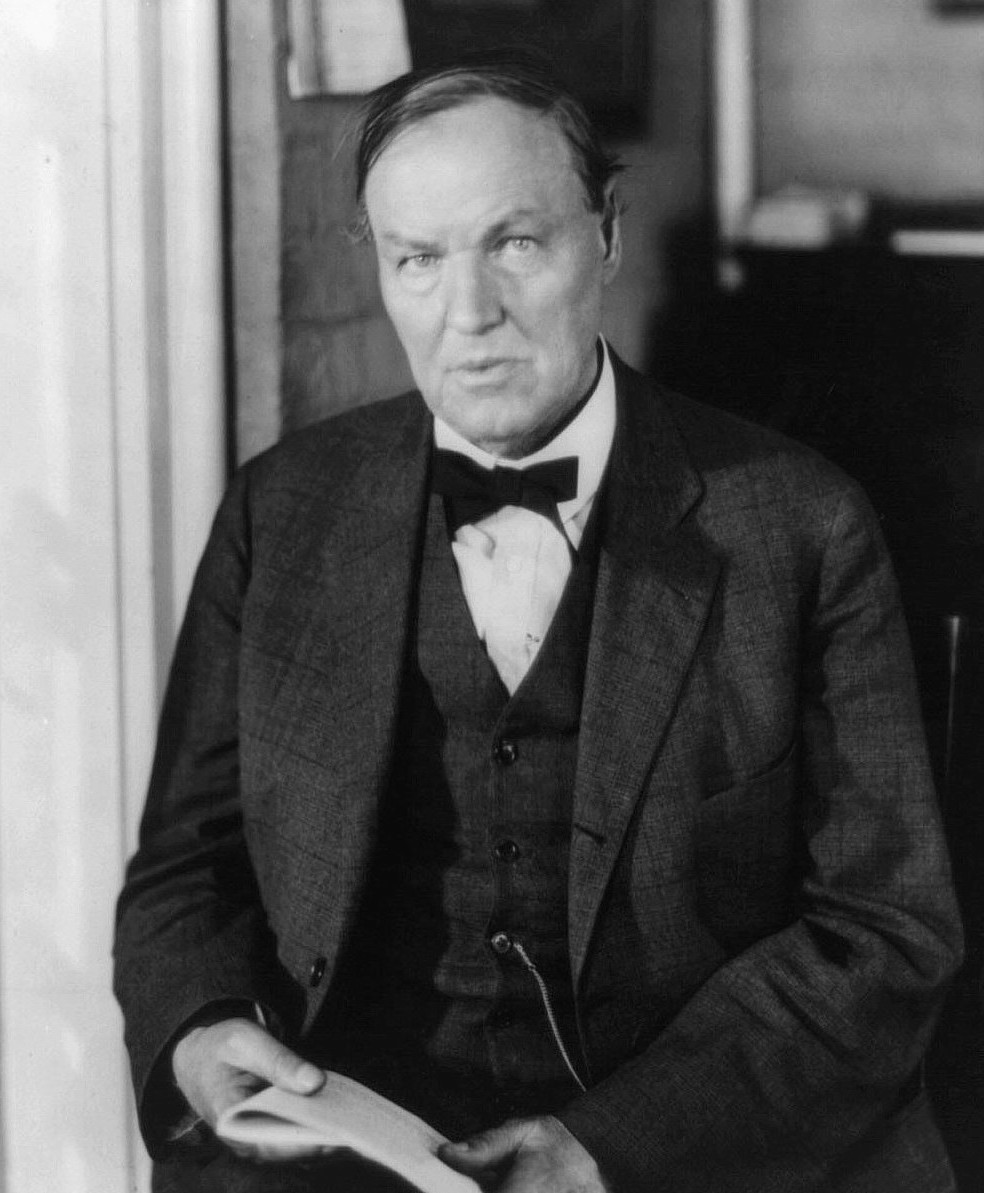
クラレンス・ダロウ（1922年）

クラレンス・ダロウ （Clarence Darrow、1857年4月18日 - 1938年3月13日）は、アメリカの弁護士。労働事件や社会問題に関わり、レオポルドとローブ事件や進化論教育が問題となったモンキー裁判の弁護で有名。ミシガン大学ロー・スクール修了。

## 関連作品
- アービング・ストーン 『アメリカは有罪だ』上下、サイマル出版会